# Distichostemon filamentosus
Distichostemon filamentosus là một loài thực vật có hoa trong họ Bồ hòn. Loài này được S.Moore mô tả khoa học đầu tiên năm 1920.